# Jessy Ares

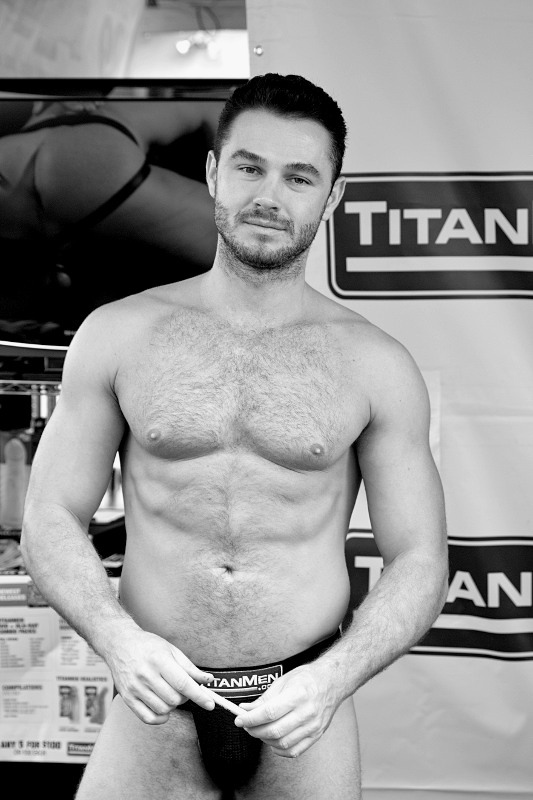
Jessy Ares (2015)

Jessy Ares (* 2. August 1980 in Augsburg) ist ein deutsch-amerikanischer Pornodarsteller, Model und Sänger. In der Musikszene ist er als Arestirado bekannt.

## Leben
Ares’ Mutter ist deutsch-amerikanischer und sein Vater italienisch-puerto-ricanischer Abstammung. Ares wuchs in Deutschland auf. Er ist in den Vereinigten Staaten als Darsteller in homosexuellen Pornofilmen tätig und international als Sänger unter dem Namen Arestirado. Ares erhielt  Preise der US-amerikanischen Pornoindustrie. 

## Diskographie
- 2011: Shameless (Album, Enhanced CD)
- 2013: Remix Collection (EP)
- 2013: Pornpop (EP)
- 2015: Tu Amor (Single)

## Filmografie (Auswahl)
- 2010: Consent (Video)
- 2010: Hellions (Video)
- 2011: Command Performance (Video)
- 2011: Impulse (Video)
- 2011: Incubus (Video)
- 2011: Intuition (Video)
- 2011: Overheated (Video)
- 2011: Sweat Equity (Video)
- 2012: Auditions 47: Greece My Hole (Video)
- 2012: Awake (Video)
- 2012: Fast Friends (Video)
- 2012: Head Trip (Video)
- 2012: Nightfall (Video)
- 2012: Pantyhos (Video)
- 2012: Reckless (Video)
- 2012: Ripped & Cut (Video)
- 2012: Special Reserve (Video)
- 2012: Strobe (Video)
- 2012: The Woods Part One (Video)
- 2012: The Woods Part Two (Video)
- 2013: Armour (Video)
- 2013: Close Up (Video)
- 2013: Gentlemen Vol. 6: Wear Me Out (Video)
- 2013: Grind (Video)
- 2013: Heretic (Video)
- 2013: Militia (Video)
- 2013: On Tap (Video)
- 2013: Original Sinners (Video)
- 2013: Tight Ends (Video)
- 2014: Caught in the Act (Video)

## Auszeichnungen und Preise (Auswahl)
- 2008: Wahl zum „McSexy“ der Zeitschrift Jolie
- 2013: Hotrods - British Gay Porn Awards - Bester Neueinsteiger
- 2013: Grabby Awards - Bestes Duo mit Scott Hunter in Nightfall
- 2014: XBIZ Awards - Gay Performer des Jahres
- 2014: Grabby Awards - Bester Darsteller in Original Sinners